# Фокин, Сергей Алексеевич
Сергей Алексеевич Фокин  (11 (23) июня 1865, с. Воскресенское близ Казани — 1 (14) мая 1917, Киев) — русский химик-органик и технолог.

## Биография
Родился в селе Ртищево-Каменка, ныне село Полбино Майнского района Ульяновской области. Учился в Казанском университете (1889—1891), где посещал лекции А. М. Зайцева и одновременно работал (до 1893) на стеариновом и мыловаренном заводе братьев Крестовниковых.
Окончил Харьковский практический технологический институт (1898). В 1899—1909 работал там же (с 1908 — профессор).
С 1909 — профессор Донского политехнического института (в Новочеркасске), затем Киевского политехнического института (1913—1917).

## Работы
Фокин доказал (1906—1907), что присоединение водорода к этиленовой связи идёт легко и быстро при комнатной температуре в присутствии платины (в виде «платиновой черни»). Разработал методику определения «водородного числа» непредельных соединений.
Исследовал процесс «высыхания» растительных масел (1907) и каталитическое расщепление жиров с помощью растительного фермента липазы (1906).
Изучал гидрогенизацию жиров в присутствии никелевого катализатора; под его руководством была построена в Казани (1909) первая в России установка для гидрогенизации масел.